# チャールズ・ダグラス＝ヒューム (第13代ヒューム伯爵)
第13代ヒューム伯爵チャールズ・コスパトリック・アーチボルド・ダグラス＝ヒューム（英語: Charles Cospatrick Archibald Douglas-Home, 13th Earl of Home KT TD、出生名チャールズ・コスパトリック・アーチボルド・ヒューム、1873年12月29日 – 1951年7月11日）は、スコットランド貴族。1930年から1951年までベリックシャー統監を務めた。首相アレック・ダグラス＝ヒュームの父にあたる。

## 生涯
第12代ヒューム伯爵チャールズ・アレクサンダー・ダグラス＝ヒュームと妻マリア（Maria、旧姓グレイ（Grey）、1849年2月23日 – 1918年5月25日、チャールズ・コンラッド・グレイの娘）の息子として、1873年12月29日に生まれた。出生時点で父は「ヒューム」姓だったが、1877年に「ダグラス＝ヒューム」に改めた。イートン・カレッジとオックスフォード大学クライスト・チャーチで教育を受けた。
1895年7月17日、ラナークシャー・ヨーマンリー連隊の少尉に任命された。1902年6月4日に大尉に、1905年7月15日に少佐に昇進した。その後、中佐の暫定階級を与えられ、1917年10月17日に正式に昇進した。のちに名誉隊長に任命された。第一次世界大戦に参戦して、殊勲報告書に名が載った。
1898年9月6日にラナークシャーの副統監に任命され、1922年1月24日にVice-Lieutenantに任命された。1919年4月9日、ベリックシャーの副統監に任命された。ほかにもラナークシャーとベリックシャーの治安判事を務めた。
1918年4月30日に父が死去すると、ヒューム伯爵位を継承した。
1930年3月28日、シッスル勲章を授与された。シッスル勲章を授与される前はすでに国防義勇軍勤続章を授与されていた。1930年12月11日にベリックシャー統監に任命され、1951年に死去するまで務めた。
Royal Company of Archersではエンサイン（騎兵少尉）を経て、1940年5月24日に中尉に、1945年11月13日に大尉に昇進した。
グラスゴー大学よりLL.D.の名誉学位を授与された。
1951年7月11日に死去、長男アレクサンダー・フレデリックが爵位を継承した。

## 家族
1902年7月14日、リリアン・ラムトン（Lilian Lambton、1966年9月26日没、第4代ダラム伯爵フレデリック・ウィリアム・ラムトンの次女）と結婚、5男2女をもうけた。
- アレクサンダー・フレデリック（1903年7月2日 – 1995年10月9日） - 第14代ヒューム伯爵、1963年10月23日に爵位放棄。1975年に一代貴族であるザ・ヘイゼルのヒューム男爵に叙爵[3]
- ブリジット（1905年5月4日 – 1980年12月25日[3]）
- ヘンリー・モンタギュー（1907年11月21日 – 1980年） - 1931年7月7日、マーガレット・スペンサー（英語版）（1996年5月26日没、第6代スペンサー伯爵チャールズ・スペンサーの娘）と結婚、子女をもうけたが、1947年に離婚した。1947年6月16日、ヴェラ・バグ・ヨハンセン（Vera Bugge Johansen、1963年6月6日没、カール・ヘルマン・イェンセンの娘、イヴァン・ヨハンセンの元妻）と再婚、子供あり。1966年2月16日、フェリシティ・ベティ・ウィルズ（Felicity Betty Wills、オーブリー・トマス・ジョンソンの娘、ヴィクター・パトリック・ハミルトン・ウィルズ閣下の元妻）と再婚、子供あり[3]
- レイチェル（1910年4月10日 – 1996年4月4日） - 1937年4月27日、ウィリアム・ウォルター・モンタギュー＝ダグラス＝スコット卿（英語版）（1958年1月30日没、第7代バクルー公爵ジョン・モンタギュー・ダグラス・スコットの次男）と結婚、子供あり[3]
- ウィリアム（英語版）（1912年6月3日 – 1992年） - 1951年7月26日、レイチェル・ブランド（英語版）（のちの第27代デイカー女男爵）と結婚、子供あり[3]
- エドワード・チャールズ（1920年3月1日 – 2006年） - 1946年7月24日、ナンシー・ローズ・ストラッカー＝スミス（Nancy Rose Straker-Smith、2005年没、サー・トマス・ダルリンプル・ストラッカー＝スミスの娘）と結婚、子供あり[3][15]
- ジョージ・コスパトリック（1922年9月2日 – 1943年6月14日） - 空軍軍人、第二次世界大戦で戦死[3]